# Koma (hudba)
Jako koma se v hudbě označuje malý interval vyjadřující rozdíl mezi několika různými čistými intervaly přítomnými v alikvotních tónech. Koma postihuje skutečnost, že čisté intervaly nelze libovolně kombinovat (což s sebou přináší řadu problémů v systémech hudebního ladění); například čistou oktávu (poměr frekvencí 2:1) nemůžeme dostat žádnou kombinací čistých kvint (poměr frekvencí 3:2), jelikož {\displaystyle (3:2)^{n}\neq 2^{m}} pro libovolná dvě přirozená čísla n a m.
Již v antice byly popsány nejznámější typy kom: Pythagorejské koma, Syntonické koma a jejich rozdíl, Schisma.

## Pythagorejské koma
Pythagorejské koma je rozdíl mezi dvanácti čistými kvintami a sedmi oktávami. Dvanáctá čistá kvinta tedy nesouhlasí se sedmou čistou oktávou (např. v řadě C–G–D–A–E–H–F#–C#–G#–D#–A#–E#–H# se H# nerovná C, H# je o pythagorejské koma vyšší než C).
Pythagorejské koma:
{\displaystyle {\frac {\left({\frac {3}{2}}\right)^{12}}{2^{7}}}={\frac {3^{12}}{2^{19}}}={\frac {531441}{524288}}\approx 23{,}46\;\mathrm {centu} }

## Syntonické koma
Syntonické koma, zvané také Didymické koma, je interval s poměrem frekvencí 81:80, tedy asi 21,51 centů. Je to rozdíl mezi Pythagorejskou a Didymickou (čistou) velkou tercií a také mezi velkým a malým celým tónem.
Pythagorejská velká tercie vznikne čtyřmi kvintovými kroky (např. C–G–D–A–E), zmenšenými o dvě oktávy:
{\displaystyle {\frac {\left({\frac {3}{2}}\right)^{4}}{\left({\frac {2}{1}}\right)^{2}}}={\frac {3^{4}}{2^{6}}}={\frac {81}{64}}\approx 407{,}82\;\mathrm {centu} }
Čistá Didymická tercie má podíl frekvencí 5:4. Rozdíl mezi pythagorejskou a čistou tercií (čili Syntonické koma) je tedy:
{\displaystyle {\frac {81}{64}}:{\frac {5}{4}}={\frac {81}{80}}\approx 21{,}51\;\mathrm {centu} }
V Didymickém ladění má velký celý tón velikost 9:8, malý celý tón má velikost 10:9. Jejich rozdíl je také syntonické koma:
{\displaystyle {\frac {9}{8}}:{\frac {10}{9}}={\frac {81}{80}}}
Syntonické koma je interval důležitý pro 1/4-koma středotónové ladění. Zmenšením čistých kvint o čtvrtinu syntonického koma je ve stupnici možné získat čisté velké Didymické tercie. Zároveň jsou malé i velké celé tóny nahrazeny celými tóny jednotné „střední“ velikosti.

## Schisma
Schisma je rozdíl mezi osmi čistými kvintami s čistou velkou tercií a pěti oktávami, lze ho vytemperovat schismatickým laděním.
Výpočet schismatu:
{\displaystyle {\frac {\left({\frac {3}{2}}\right)^{8}\cdot {\frac {5}{4}}}{\left({\frac {2}{1}}\right)^{5}}}={\frac {32805}{32768}}\approx 1{,}9537\;\mathrm {centu} }
Schisma se dá také definovat jako rozdíl mezi Pythagorejským a Syntonickým koma:
{\displaystyle {\frac {3^{12}}{2^{19}}}:{\frac {81}{80}}={\frac {32805}{32768}}}
Schisma je též rozdíl mezi syntonickým koma a diaschismatem:
{\displaystyle {\frac {81}{80}}:{\frac {2048}{2025}}={\frac {32805}{32768}}}

## Diaschisma
Diaschisma je rozdíl mezi třemi oktávami a čtyřmi čistými kvintami s dvěma čistými velkými terciemi, lze ho vytemperovat diaschismatickým laděním.
Výpočet diaschismatu:
{\displaystyle {\frac {\left({\frac {2}{1}}\right)^{3}}{\left({\frac {3}{2}}\right)^{4}\cdot \left({\frac {5}{4}}\right)^{2}}}={\frac {2048}{2025}}\approx 19{,}5\;\mathrm {centu} }